# Ácido rubeánico
El ácido rubeánico o ditioxamida es una tioamida con fórmula molecular C2H4N2S2.

## Aplicaciones
Actúa como quelante y permite identificar cationes que se encuentran en muy bajas concentraciones. Reacciona positivamente con cationes cobre (produce coloración verde oscura, casi negra), Hg22+ y Ag+ (produce coloración negra), Co2+ (produce precipitado pardo) y Ni2+ (produce precipitado azul rojizo).